# Orologiografia
Con il termine orologiografia veniva indicata anticamente l'arte di descrivere gli orologi solari. Dal latino Horologiographia, ereditata poi nel lessico francese come Horlogiographie. 
Esistono diversi trattati a cominciare dal Rinascimento sull'orologiografia. Il primo e più importante è l'Orologiografia di Sebastian Münster, tradotta in latino dall'opera originale in tedesco. Un testo risalente alla metà del XVI secolo che può considerarsi uno dei più importanti e belli manuali da vedere di gnomonica di quei tempi. Più di rado il termine veniva come abbreviato in "Horographia", che ha dato il titolo ad un libro sugli orologi solari di Bobynet nel XVII secolo, appunto dal titolo "Horographia Curiosa". Oggi i termini orologiografia e horografia sono in desuetudine.